# Земляно-Хуторское муниципальное образование
Земляно-Хуторское муниципальное образование — бывшее муниципальное образование в составе Аткарского района Саратовской области. Административный центр — село Земляные Хутора. На территории поселения находилось 6 населённых пунктов — 2 села, 2 деревни, 1 железнодорожная станция и 1 железнодорожный разъезд.
Законом Саратовской области от 25 апреля 2014 года № 48−ЗСО Земляно-Хуторское и Лопуховское муниципальные образования преобразованы путём их объединения во вновь образованное муниципальное образование «Лопуховское муниципальное образование Аткарского муниципального района Саратовской области» наделённое статусом сельского поселения.

## Населённые пункты
- село Земляные Хутора — административный центр;
- село Малые Копены;
- деревня Бубновка;
- деревня Синельниково;
- железнодорожная станция Капеллы;
- железнодорожный разъезд Енгалычевский;